# John Lundvik
John Hassim Lundvik, född 27 januari 1983 i London, är en svensk låtskrivare, artist  och tidigare friidrottare (kortdistanslöpare). Han vann Melodifestivalen 2019 och representerade Sverige i Eurovision Song Contest 2019 med låten "Too Late for Love". I samma Eurovision-tävling deltog han som låtskrivare för Storbritanniens bidrag "Bigger than Us".
År 2020 tävlade Lundvik i Let's Dance och vann tävlingen tillsammans med sin danspartner Linn Hegdal.

## Biografi
Lundvik föddes i London av en ung kvinna från Kuwait och bortadopterades då han var en vecka gammal till ett svenskt par som arbetade där. Familjen bodde i London tills han var sex år gammal. De flyttade sedan till Växjö, där han växte upp.

## Musikkarriär
Lundvik skrev tillsammans med Jörgen Elofsson låten "When You Tell the World You're Mine", som framfördes av Björn Skifs och Agnes Carlsson vid vigseln av kronprinsessparet i Storkyrkan 19 juni 2010.
Han har varit låtskrivare åt artister som Isac Elliot, Anton Ewald och Sanna Nielsen samt skrivit filmmusik till Snabba Cash. Han medverkade i Allsång på Skansen i augusti 2016, bland annat i duett med Lill Lindfors. John Lundvik gör även rösten till "Simba" i den nya Lejonkungenfilmen som kom ut 2019.

### Melodifestivalen
I Melodifestivalen 2014 var Lundvik ensam upphovsman till Anton Ewalds bidrag "Natural" som kom sist i finalen.
Lundvik tävlade sedan själv i Melodifestivalen 2018 med låten "My Turn" där han kom på en tredjeplats i finalen. Året efter deltog han igen med bidraget "Too Late for Love", som vann hela Melodifestivalen 2019 efter att ha fått samtliga 12-poängare från jurygrupperna och flest röster av tittarna. Han tävlade först med låten i den fjärde deltävlingen där han tog sig direkt till final. Lundvik framförde låten som Sveriges bidrag i Eurovision Song Contest 2019, där han kom tvåa i jury-omröstningen men sammantaget med publikrösterna kom femma med 334 poäng. Lundvik var även låtskrivare till låten "Bigger than Us" med sångaren Michael Rice som tävlade för Storbritannien samma år och kom sist i finalen.
Tre år senare medverkade Lundvik i den andra deltävlingen av Melodifestivalen 2022 med bidraget "Änglavakt", som gick vidare direkt till final och slutade på en åttonde plats. Han återvände till tävlingen en fjärde gång i Melodifestivalen 2025 med låten Voice of the Silent och gick återigen direkt till final där han kom på en sjätte plats.

## Idrottskarriär
Som sprinter var Lundvik 2005 med i IFK Växjös stafettlag, som tog SM-brons på 4x100 meter.

### Personliga rekord
| Utomhus - 100 meter: 10,84 (Karlskrona 12 juni 2006) - 200 meter: 22,42 (Vellinge 17 augusti 2003) | Inomhus - 60 meter: 6,99 (Växjö 3 februari 2002) - 60 meter: 7,00 (Göteborg 21 februari 2004) |

## Filmkarriär
I filmen Lejonkungen från 2019 gör Lundvik den svenska rösten till Den vuxna Simba. Han medverkar även i filmen Eurovision Song Contest: The Story of Fire Saga, där han spelar sig själv.